# السكن المشترك سنوارد

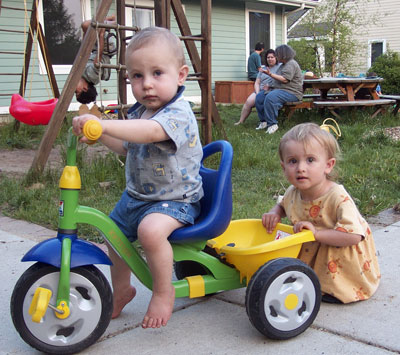

السكن المشترك سنوارد هو عبارة عن مجتمع متعمّد يقع في آن آربر في ميشيغان، الولايات المتحدة الأمريكية. كان مؤسّسو سنوارد أول من جلبوا نموذج السكن المشترك إلى ميشيغان.

## الخصائص السكنية
يتألف مجتمع السكن المشترك سنوارد من 40 عائلة منها الأفراد والأزواج والآباء العازبين والعائلات الشابة التي لديها أطفال وأزواج دون أطفال والشباب الذين لا رابطًا أسريًا بينهم، تتراوح فئات هذا المجتمع بين الرضع إلى العجزة في الثمانينيات من العمر. ينتمي أفراد مجتمع سنوارد الذين يتراوح عددهم بين 65 فردًا بالغًا و25 طفلًا إلى خلفيات ثقافية وأعراق وأديان وانتماءات دينية وميول جنسية وخلفيات تعليمية ومهنية متنوعة، ويعتبر تشكيل هذه القرية متعددة الأجيال هدفًا مهمًا لهذا المجتمع. يُعرف أفراد هذا السكن باسم السنوارديّون.

## تاريخ
يعود سكن السنوارد بتاريخه إلى عام 1993 عندما بدأت سوزان كاميرون ودونا وايت ومؤسسون آخرون بمناقشة كيفية إدخال نظام السكن المشترك إلى آن آربر، متأثرين بالتجارب التي لاقت نجاحًا خارج ميشيغان. في كانون الثاني/ يناير عام 1994 دعا نك مينا ومساهمون أساسيون آخرون المعمارية كاثرين مكامانت التي عمّمت نموذج السكن المشترك في الولايات المتحدة الأمريكية إلى آن آربر لإجراء ورشة إنشاء سكن مشترك. وتأثُّرًا بعملها، بدأت المجموعة بعقد الاجتماعات لوضع المعايير لاختيار الموقع.
اكتُشف أفضل موقع لسكن سنوارد في تموز/ يوليو عام 1995 على أطراف آن آربر في بلدة سكيو في ميشيغان. رُفض أول عرض شراء لأن مالك العقار لم يعجب بأفكار العيش التعاوني التي طرحتها المجموعة. في كانون الأول/ ديسمبر عام 1995، طرح عرض جديد آخر وقُبل، وأصبح الأعضاء الأقدم مطوّري المشروع من خلال تشكيل شركة ذات مسؤوليات محدودة تدعى آن آربر ألفا، وتم إيكال المشروع إلى الشركة المعمارية «معماريو سنكلتشر» في حزيران/ يونيو عام 1996. أجرت كاثرين مكامانت وشريكها تشارلز دوريت ورشتي عمل لمساعدة الأعضاء في تصميم خطة الموقع والسكن المشترك.
انتهت عملية شراء الأراضي في تشرين الثاني/ نوفمبر عام 1996 وبدأت المجموعة بالبحث عن بنّائين. وصل عدد المنازل في مجموعة أعضاء هذا السكن إلى 22 عائلة في كانون الأول/ ديسمبر عام 1996، وتم الاتفاق على الخطة النهائية للموقع في كانون الثاني/ يناير عام 1997، وارتفع عدد العائلات الأعضاء إلى 28 عائلة. اختيرت شركة المقاولين فينيكس للبناء في شباط/ فبراير عام 1997، ومع حلول شهر أيار/ مايو أصبح عدد العائلات في المجتمع 36 عائلة، وحُدّدت التسعيرة والاختيارات. بدأت عملية البناء في 22 أيار/ مايو عام 1997، ومع بداية شهر نيسان/ أبريل، جُهزت مجموعة من المنازل للسكن، وبدأ أعضاء المجتمع بالانتقال للسكن فيها. اكتمل عمل البناء في تشرين الثاني/ نوفمبر عام 1998، وهو تاريخ يحتفل فيه مجتمع سنوارد سنويًا. دفع نجاح تجربة سنوارد إلى إنشاء مجتمعي سكن مشترك آخرين مستقلين في المنطقة، غريت أوك وتاتش ستون.

## الأراضي
يقع سكن سنوارد على مساحة 20 فدّانًا (8 هكتارات) على أرض بمساحة 10 فدّان (40000 مترًا مربّعًا) من غابات البلوط والجوزية العتيقة تحوي ممرّات ومنطقة دراسة طبيعية وأراجيح مخفية وتلال متموجة مشكلة حوشًا كبيرًا مشتركًا إلى شمال المنازل المحتشدة إلى جانب بعضها البعض. تُستخدم هذه المنطقة للاسترخاء والترفيه والانعزال.
تقع إلى الجنوب من المنازل بركتان وهما جزء من مجمّع هوني كريك، عليها جسر للمشاة وسدّ ترابي بين البركتين، يستخدمها القاطنون للتزحلق على الجليد، كما أنها موطن الطيور المائية بما فيها البلشون الأزرق الكبير. وضع المجتمع اليد على عدة فدّانات من البراري لترميمها كمشروع مرج محلّي. يستقبل ملعب كرة القدم مباريات كرة القدم للأطفال وغيرها من النشاطات الترفيهية.
كانت المنطقة المعبدة بمساحة خمسة فدادين (هكتارين) في مركز الموقع، وقد كانت سابقًا ردمة حصى. اختار مؤسّسو سنوارد بناء المنازل المحتشدة على هذه الأرض، للحفاظ على المساحات الخضراء والفسحات المفتوحة، وترك الغابات والمظاهر الطبيعية سليمة.

## البيئة المبنية
صُمّمت هندسة السكن سنوارد لتشجيع التفاعل وقوة العلاقات التي تعتبر شريان الحياة في المجتمع. تتضمن البُنى بالإضافة إلى المنزل المشترك، 40 وحدة سكنية مملوكة بشكل مستقل، متفاوتة الأحجام والتخطيط، موزعة حول 9 مباني، تملك بعض العائلات كراجات مستقلة، كما توجد حظيرة كبيرة بُنيت في الغابة خلال السنوات العشر الأولى من القرن العشرين.
يحاول تصميم السكن المشترك أن يوازن بين الحياة الاجتماعية والخصوصية. صُمّمت مخططات السكن ومنازله على مفهوم الخصوصية المتدرّجة، حيث تزداد الخصوصية بالاتجاه إلى خلف المنزل. على سبيل المثال، الجلوس على الشرفة الأمامية للمنزل هو بمثابة دعوة إلى التآلف مع الآخرين، عكس حال الجلوس في الفناء الخلفي، كما تتوضّع شبابيك المطابخ في واجهة كل منزل.
وبمثل مجتمع المشاة، يحدد تجمع سنوارد وجود السيارات إلى المحيط الشرقي من الأرض، الأمر الذي يسمح لأعضاء سنوارد بالمشي والأطفال باللعب بأمان في طرقاته. توضع عربات الحمل بالأيدي المستخدمة لنقل الأغراض في مواقع حول التجمع.
تنص البنية القانونية لسكن سنوارد المشترك على أن تكون المنازل ملكية خاصة من الداخل حتى الطلاء على الجدران الداخلية، فيما يعتبر كل ما دون ذلك ملكية عامة للتجمع وكل شيء خارج الإطار الداخلي للمنزل.

## حياة المجتمع

### المنزل المشترك
المنزل المشترك هو قلب الحياة الاجتماعية في سنوارد، حيث يطبخ الأعضاء ويأكلون ويلعب الأطفال ويمضون الوقت ويحتفلون ويلتقون ويجرون المناسبات ويعملون معًا، وهو امتداد لمنازلهم المفردة ويسمح للقاطنين بالعيش في منازل ذات خصوصية أصغر مما قد يحتاجونه.
يتضمن المنزل المشترك مطبخًا كبيرًا وغرفة طعام وغرفة معيشة ومساحات للعب للأطفال وغرفة ألعاب وغرفة مراهقين وغرفة اجتماعات ومكاتب مهنية وغرفة تمرين وغرف ضيوف ومسرح لعرض الفيديو وغرفة غسيل ومشغل كبير. تقع صناديق بريد الولايات المتحدة والبريد الداخلي «الحجيرات» في المنزل المشترك، ما يتيح فرصة للسنوارديين بالتفاعل. كما يقع خارج المنزل المشترك مرتكزات حياة المجتمع الصيفية: المقاعد الخشبية والساحة المطوبة. تكون غرفة الغسيل المشتركة متاحة لجميع السنوارديين، ويقوم بتنظيف المنزل المشترك فريق من الأعضاء.

### الوجبات المشتركة
تعتبر الوجبات المشتركة في المنزل المشترك من الحيثيات التعريفية لهذا المجتمع، إذ تؤمن الفرصة للتفاعل مع الجيران وتوطيد العلاقات والعمل سويًا خلال إعداد الوجبات والتنظيف بعد الانتهاء. تحدث لقاءات الغداء هذه من ثلاث إلى أربع مرات في الأسبوع، يقوم كل عضو على نحو مرتين شهريًا بنوبات حثيثة كمساعد في فريق التنظيف أو الطبخ، أو نوبة واحدة بصفة رئيس الطهاة.
يحدد رئيس الطهاة قائمة المأكولات والتكلفة الإجمالية للغداء. تتوفّر عادةً خيارات نباتية. بالإضافة إلى برنامج الغداء، تحدث العديد من جلسات الإفطار العفوية وتشارك الطعام وحفلات الشواء.

## الإدارة
يُدار مجتمع السنوارد من قبل أعضائه أنفسهم، الذين يشكلون سلطة اتخاذ القرار. يتّخذ الأعضاء القرارات بالإجماع، وتقام الاجتماعات الشهرية في المنزل المشترك. يجب ألا يقل عدد العائلات التي تشكل نصاب التصويت عن 21 عائلة، ويُعد كتاب سنوارد للاتفاقيات المجموعة الرسمية لجميع الاتفاقيات التي عقدها المجتمع. وبالرغم من أن المجتمع بأسره يحتفظ بسلطة اتخاذ القرارات العليا، إلا أن معظم الأعمال التي تُجرى يومًا بيوم تُفوّض إلى اللجان الدائمة ومجموعات العمل المخصصة، والتي تطابق الجوانب الخمسة الرئيسية: القيادة وحياة المجتمع وعمليات المنزل المشترك والبناء والبنى التحتية وإدارة الأراضي.

## العمل
يقوم الأعضاء بمعظم الأعمال التي يتطلب إجراؤها، إذ يُجزّأ العمل المستمر إلى مخصصات أعمال شهرية صغيرة توضع في جدول أعمال زمني. تُوزّع هذه الأعمال على جميع الأعضاء، ومن الأمثلة جرف الثلج وتنسيق الاجتماعات والعناية بالأشجار وإدارة الأموال ومسح الأراضي.

## الأطفال
يميل أعضاء مجتمع السنوارد إلى مراقبة سلامة الأطفال، إذ يمكن للأطفال الركض بأمان وركوب الدراجات والتزلج في ساحة المجمّع، كما يمكنهم استخدام مناطق اللعب في الهواء الطلق بالإضافة إلى غرف الأطفال والمراهقين وغرفة اللعب داخل المنزل المشترك. يُشجّع الأطفال على المشاركة في أعمال المجتمع دون فرضه عليهم.